# Sentinel – Az őrszem
A Sentinel – Az őrszem (The Sentinel) amerikai televíziós sorozat. Magyarországon a TV2 mutatta be 1998. december 15-én.

## Történet
Jim Ellison, kommandós 18 hónapot töltött a perui dzsungelben, miután csapatát megölték. Ez idő alatt hiperaktívvá fejlesztette érzékeit. Miután visszatér a civilizációba, a cascade-i rendőrségen kezd dolgozni. Amikor elmegy egy kórházba, nem egy orvossal találja magát szemben, hanem Blair Sandburg, antropológussal, a Rainier Egyetemről, aki közli vele, hogy ő egy Sentinel. Az ősi törzseknél a Sentinel védte a falut, és Jimnek Cascade a falu, amit meg kell védenie. Blair tanulmányai alatt, a Sentinel-legendát kutatta, de nem talált olyan személyt, aki ezekkel a képességekkel rendelkezne. Blair segít Jimnek, az érzékei kordában tartásában és csatlakozik megfigyelőként a rendőrséghez, hogy a munkájukat segítse.
Jim hiperaktív érzékei azt jelentik, hogy többet és messzebbre lát mint mások, jobban hall, olyan frekvenciákon is amiken más nem, ezen kívül a tapintás, szaglása és az ízlelése is kifinomultabb lett.
Jim titkáról csak Blair és a kapitány, Simon Banks tud, majd a későbbiek folyamán Megan Connor is tudomást szerez róla.

### A sorozat vége
A UPN csatorna a sorozatot a 3. évad után törölte, az utolsó epizódban Blair élete volt a tét. A rajongók intenzív kampányba kezdtek, hogy valamilyen befejezést kicsikarjanak az alkotóktól, ennek eredménye egy 8 epizódos folytatás lett.

## Szereplők
| Szerep                 | Színész        | Magyar hang                 |
| ---------------------- | -------------- | --------------------------- |
| Jim Ellison nyomozó    | Richard Burgi  | Selmeczi Roland Varga Gábor |
| Blair Sandburg         | Garett Maggart | Stohl András Gáspár András  |
| Simon Banks, kapitány  | Bruce A. Young | Kálid Artúr                 |
| Carolyn Plummer        | Kelly Curtis   | Simorjay Emese              |
| Megan Connor           | Anna Galvin    |                             |
| Joel Taggert, kapitány | Ken Earl       | Hankó Attila                |
| Brown, nyomozó         | Henri Brown    |                             |
| Rafe, nyomozó          | Ryf Van Rij    |                             |

## Fordítás
- Ez a szócikk részben vagy egészben  a   The Sentinel (TV series) című angol Wikipédia-szócikk fordításán alapul.  Az eredeti cikk szerkesztőit annak laptörténete sorolja fel. Ez a jelzés csupán a megfogalmazás eredetét és a szerzői jogokat jelzi, nem szolgál a cikkben szereplő információk forrásmegjelöléseként.